# 诺比
諾比（丹麥語：Nordby），丹麥日德蘭半島上的一座城鎮，凡岛市镇的行政中心。